# Berjou
Berjou est une commune française, située dans le département de l'Orne en région Normandie, peuplée de 427 habitants (les Berjouins[réf. nécessaire]).

## Géographie

### Communes limitrophes
|                        | Saint-Denis-de-Méré          |       |
| Saint-Pierre-du-Regard | Berjou                       | Cahan |
|                        | Sainte-Honorine-la-Chardonne |       |

### Géologie et relief
Berjou se situe en zone de sismicité 2 (sismicité faible).

### Hydrographie
La commune est située dans le bassin Seine-Normandie. Elle est drainée par le Noireau, le Casse-Cou, le fossé 01 du Haut Rocher, le fossé 02 des Bouillons et un autre petit cours d'eau,.
Le Noireau, d'une longueur de 43 km, prend sa source dans la commune de Saint-Christophe-de-Chaulieu et se jette  dans l'Orne à Ménil-Hubert-sur-Orne, après avoir traversé 15 communes. Les caractéristiques hydrologiques de le Noireau sont données par la station hydrologique située sur la commune de Cahan. Le débit moyen mensuel est de 6,95 m3/s. Le débit moyen journalier maximum est de 106 m3/s, atteint lors de la crue du 28 décembre 1999. Le débit instantané maximal est quant à lui de 123 m3/s, atteint le 6 janvier 2001.

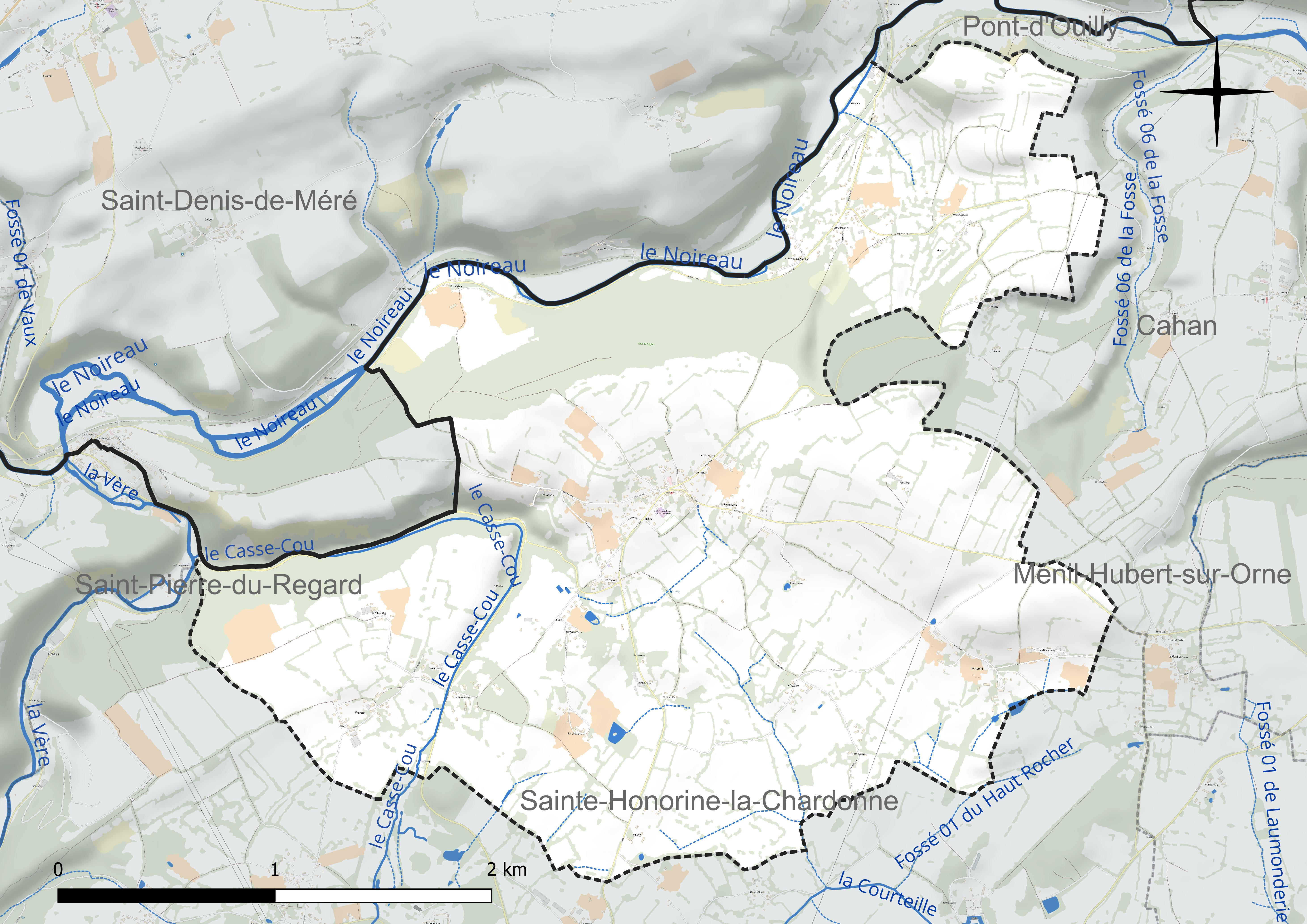
Réseau hydrographique de Berjou.

### Voies de communication et transports
La commune était autrefois reliée à Caen, Flers et Falaise par les lignes de chemin de fer Caen - Flers et Falaise - Berjou.

### Climat
Pour des articles plus généraux, voir Climat de la Normandie et Climat de l'Orne.
En 2010, le climat de la commune est de type climat océanique franc, selon une étude du CNRS s'appuyant sur une série de données couvrant la période 1971-2000. En 2020, Météo-France publie une typologie des climats de la France métropolitaine dans laquelle la commune est exposée à un climat océanique et est dans la région climatique Normandie (Cotentin, Orne), caractérisée par une pluviométrie relativement élevée (850 mm/a) et un été frais (15,5 °C) et venté. Parallèlement le GIEC normand, un groupe régional d’experts sur le climat, différencie quant à lui, dans une étude de 2020, trois grands types de climats pour la région Normandie, nuancés à une échelle plus fine par les facteurs géographiques locaux. La commune est, selon ce zonage, exposée à un « climat contrasté des collines », correspondant au Bocage normand, bien arrosé, voire très arrosé sur les reliefs les plus exposés au flux d’ouest, et frais en raison de l’altitude.
Pour la période 1971-2000, la température annuelle moyenne est de 10,2 °C, avec une amplitude thermique annuelle de 13 °C. Le cumul annuel moyen de précipitations est de 876 mm, avec 14 jours de précipitations en janvier et 7,6 jours en juillet. Pour la période 1991-2020, la température moyenne annuelle observée sur la station météorologique la plus proche, située sur la commune d'Athis-Val de Rouvre à 5 km à vol d'oiseau, est de 10,6 °C et le cumul annuel moyen de précipitations est de 944,7 mm,. Pour l'avenir, les paramètres climatiques de la commune estimés pour 2050 selon différents scénarios d’émission de gaz à effet de serre sont consultables sur un site dédié publié par Météo-France en novembre 2022.

## Urbanisme

### Typologie
Au 1er janvier 2024, Berjou est catégorisée commune rurale à habitat dispersé, selon la nouvelle grille communale de densité à sept niveaux définie par l'Insee en 2022.
Elle est située hors unité urbaine. Par ailleurs la commune fait partie de l'aire d'attraction de Condé-en-Normandie, dont elle est une commune de la couronne,. Cette aire, qui regroupe 7 communes, est catégorisée dans les aires de moins de 50 000 habitants,.

### Localisation

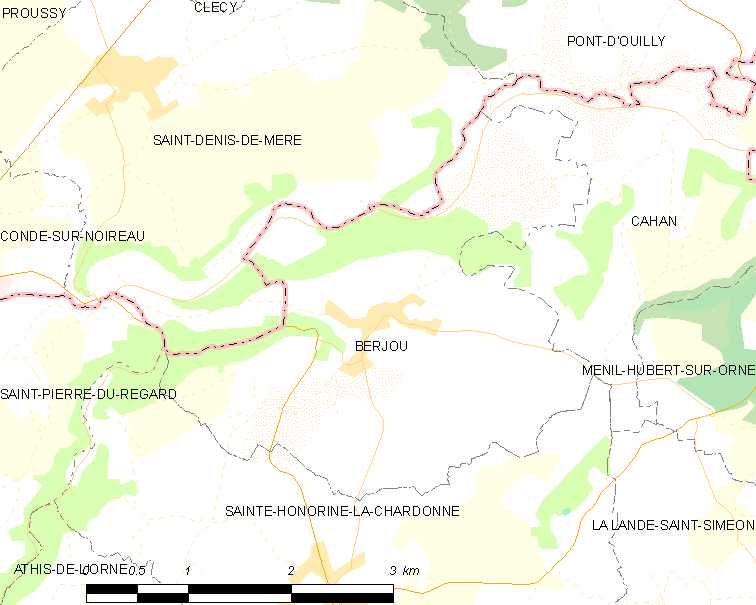
Situation de Berjou.

### Occupation des sols
L'occupation des sols de la commune, telle qu'elle ressort de la base de données européenne d’occupation biophysique des sols Corine Land Cover (CLC), est marquée par l'importance des territoires agricoles (84,5 % en 2018), une proportion identique à celle de 1990 (84,5 %). La répartition détaillée en 2018 est la suivante : 
prairies (49,8 %), zones agricoles hétérogènes (32,1 %), forêts (12,7 %), zones urbanisées (2,9 %), terres arables (2,6 %). L'évolution de l’occupation des sols de la commune et de ses infrastructures peut être observée sur les différentes représentations cartographiques du territoire : la carte de Cassini (XVIIIe siècle), la carte d'état-major (1820-1866) et les cartes ou photos aériennes de l'IGN pour la période actuelle (1950 à aujourd'hui).

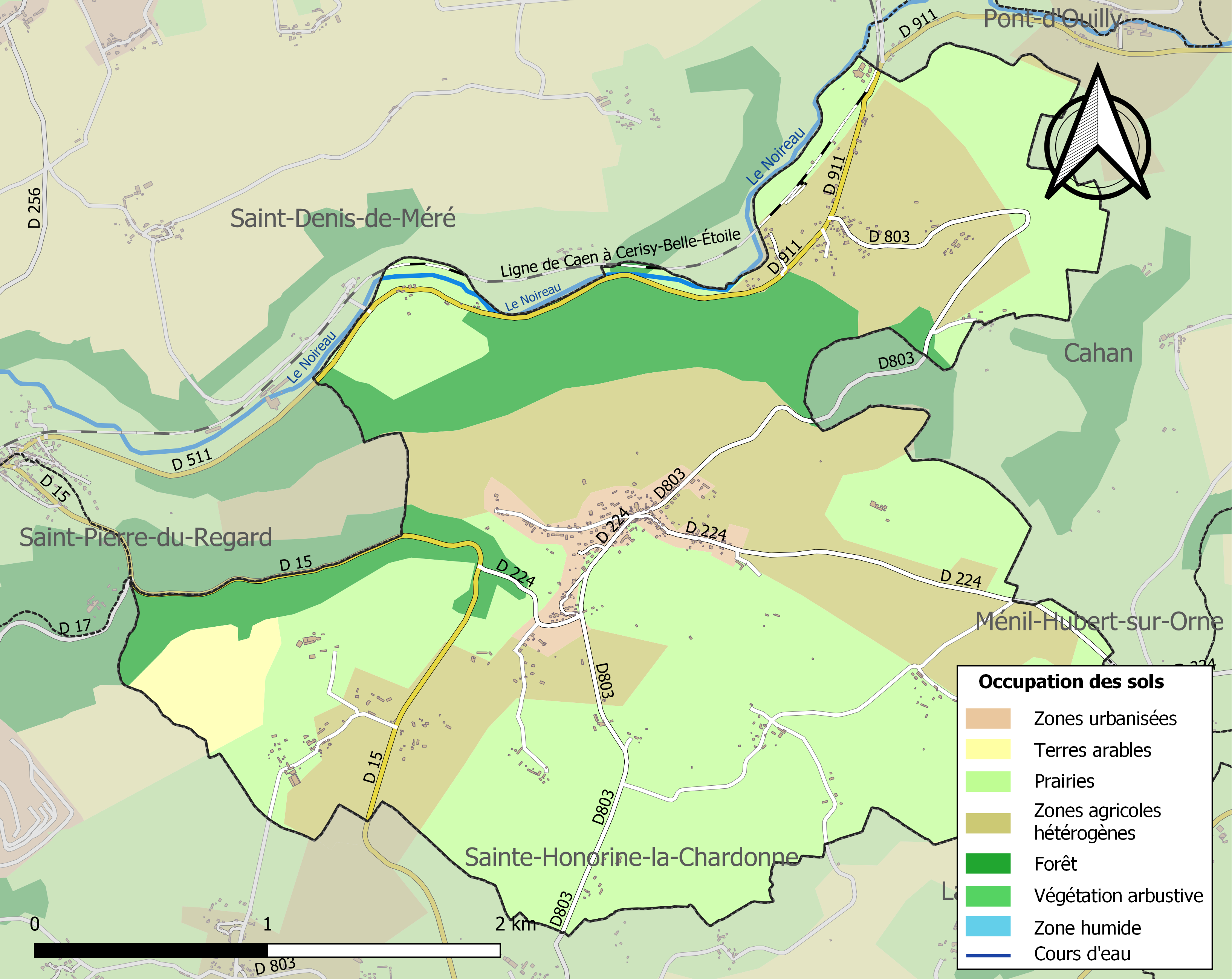
Carte des infrastructures et de l'occupation des sols de la commune en 2018 (CLC).

## Toponymie
Le nom de la localité est attesté sous la forme Berjou dès le XIIe siècle,, Berjon en 1801.
Le toponyme Berjou parait appartenir à une forme plurielle du celtique : il est très voisin de Barou.

## Histoire
Lors de la bataille de Normandie pendant l'été 1944, les hauteurs de Berjou et de la commune voisine de Cahan sont données comme objectifs à la 214e brigade de la 43e Wessex Division. Le 30e British Corps franchit l’Orne à Thury-Harcourt le 13 août. Au même moment, l’opération Blackwater doit permettre d’établir une tête de pont sur le Noireau. La 43e Wessex Infantry Division du Major-General Ivor Thomas combat à l’est de Condé-sur-Noireau. Les Britanniques se préparent à franchir la rivière. Dans cette région, le Noireau est très encaissé et dominé par des hauteurs boisées et les Allemands ont détruit tous les ponts.
Les combats commencent le 15 août à 17 h 30. La 214e Infantry Brigade tente la traversée en plusieurs endroits, avec le soutien des mortiers et des mitrailleuses. La bataille se poursuit lors de la traversée du Noireau ainsi que dans les bois sur les pentes.
Au nord de Berjou, près du pont de chemin de fer effondré, les hommes du 1er Battalion The Worcestershire Regiment sont pilonnés par les Allemands de la 276e Infanterie-Division. Le Major Mowbray Morris Souper, à la tête de la D Company galvanise ses hommes et force le passage. Le 5e Battalion The Duke of Cornwall’s Light Infantry suit dans la foulée. Les Britanniques installent un périmètre défensif pour la nuit. Le 16 au matin, le Grenadier-Regiment 986 lance une violente contre-attaque. La bataille se déroule toute cette journée du 16 sur les hauteurs, et les Britanniques subissent des pertes mais sont sauvés par l’arrivée des chars Sherman du Sherwood Rangers Yeomanry de la 8e brigade blindée britannique. Le Lieutenant-colonel Osborne Smith et son régiment arrivent devant Berjou, où sont retranchés fantassins et blindés allemands. Après un puissant barrage d’artillerie, les soldats du 1er Battalion The Worcestershire Regiment délivrent le village et font une soixantaine de prisonniers. Entre 1 600 et 2 200 civils trouvent abri dans le tunnel des Gouttes pendant les combats et les jours qui les ont précédés. Cet épisode marque pour les deux unités britanniques la fin de la bataille de Normandie et prennent dans les hameaux alentour une pause de quelques jours avant de s'élancer vers la Seine et la Belgique.
Le bilan des tués est estimé à plus de cinquante Britanniques dans les quatre bataillons engagés (1er Worcesters Regiment, 5e Duke of Cornwall Light Infantry, 7e Somerset Light Infantry, Sherwood Rangers Yeomanry), plus du double (voire triple, sans source disponible) pour les groupes de combats allemands (soldats appartenant à la 276e div. d'infanterie et à la 3e div. parachutiste) et environ une trentaine de civils, y compris des communes environnantes, à cause des mitraillages et autres tirs d'artillerie. Plusieurs milliers d'impacts d'obus de tout calibre ont marqué les deux communes où se sont déroulés les combats. Le bourg de Berjou est fortement détruit.
Cette bataille a fait l'objet de commémorations avec les vétérans britanniques au monument aux morts de la commune en 1994, 2004 et 2014. Un musée leur est dédié à Berjou.

### Administration municipale

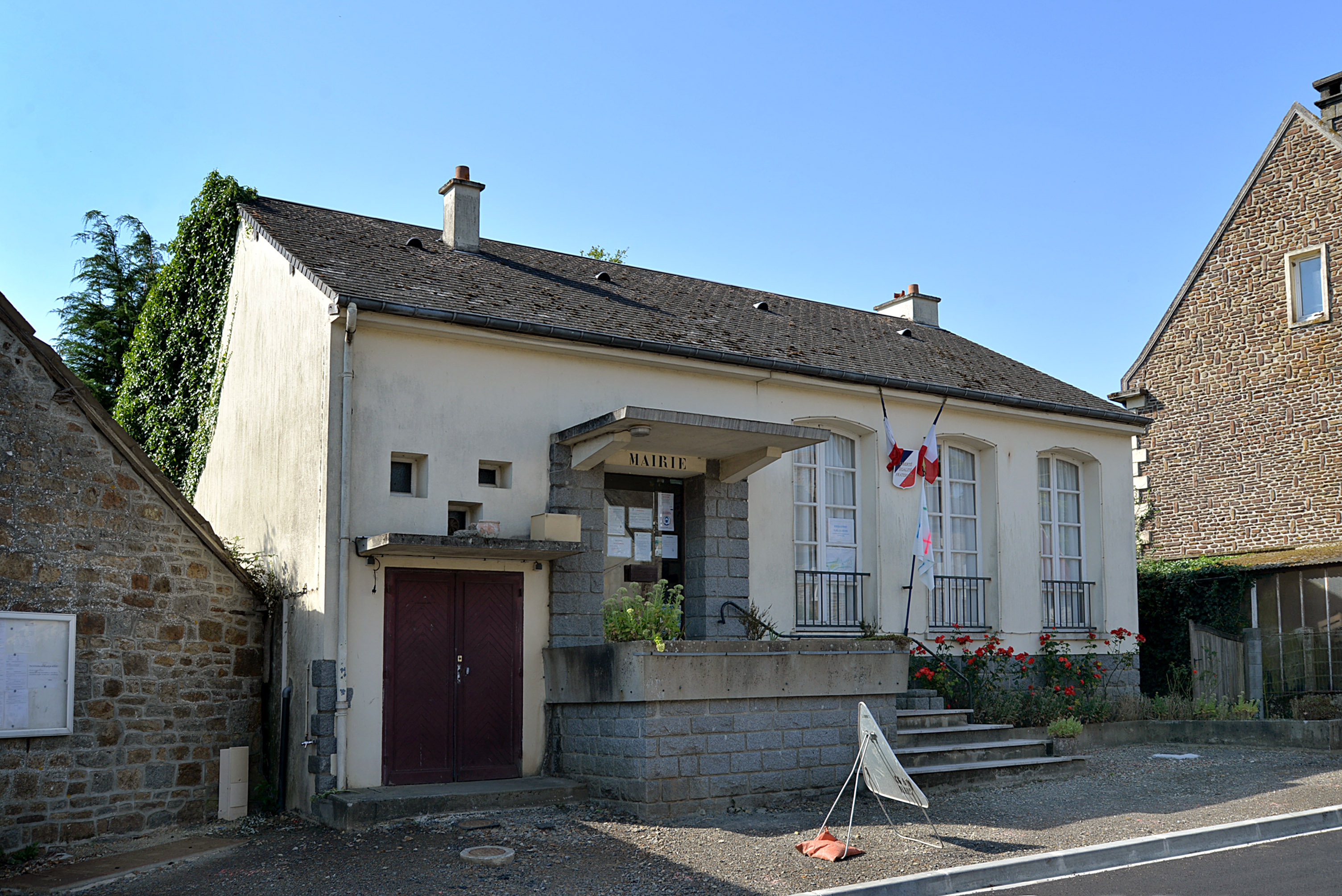
La mairie.

## Politique et administration

### Liste des maires
| Période                                  | Période   | Identité        | Étiquette | Qualité     |
| ---------------------------------------- | --------- | --------------- | --------- | ----------- |
|                                          |           | Lucien Ouvry    |           | Agriculteur |
|                                          | mars 1995 | Gilbert Goret   |           | Agriculteur |
| 1995                                     | mars 2008 | Benoît Duquesne |           | Imprimeur   |
| mars 2008                                | En cours  | Didier Vieceli  | SE        | Enseignant  |
| Les données manquantes sont à compléter. |           |                 |           |             |

## Population et société

### Démographie
L'évolution du nombre d'habitants est connue à travers les recensements de la population effectués dans la commune depuis 1793. Pour les communes de moins de 10 000 habitants, une enquête de recensement portant sur toute la population est réalisée tous les cinq ans, les populations de référence des années intermédiaires étant quant à elles estimées par interpolation ou extrapolation. Pour la commune, le premier recensement exhaustif entrant dans le cadre du nouveau dispositif a été réalisé en 2007.
En 2022, la commune comptait 427 habitants, en évolution de −9,34 % par rapport à 2016 (Orne : −3,21 %, France hors Mayotte : +2,11 %).
| 1793 | 1800  | 1806  | 1821  | 1831  | 1836  | 1841  | 1846  | 1851  |
| ---- | ----- | ----- | ----- | ----- | ----- | ----- | ----- | ----- |
| 905  | 1 012 | 1 074 | 1 102 | 1 116 | 1 212 | 1 135 | 1 097 | 1 127 |

| 1856  | 1861  | 1866  | 1872  | 1876  | 1881 | 1886 | 1891 | 1896 |
| ----- | ----- | ----- | ----- | ----- | ---- | ---- | ---- | ---- |
| 1 149 | 1 101 | 1 141 | 1 117 | 1 001 | 960  | 880  | 834  | 795  |

| 1901 | 1906 | 1911 | 1921 | 1926 | 1931 | 1936 | 1946 | 1954 |
| ---- | ---- | ---- | ---- | ---- | ---- | ---- | ---- | ---- |
| 705  | 642  | 594  | 501  | 486  | 459  | 476  | 463  | 455  |

| 1962 | 1968 | 1975 | 1982 | 1990 | 1999 | 2006 | 2007 | 2012 |
| ---- | ---- | ---- | ---- | ---- | ---- | ---- | ---- | ---- |
| 500  | 473  | 522  | 535  | 525  | 508  | 479  | 475  | 483  |

| 2017 | 2022 | - | - | - | - | - | - | - |
| ---- | ---- | - | - | - | - | - | - | - |
| 461  | 427  | - | - | - | - | - | - | - |

## Culture locale et patrimoine

### Lieux et monuments
- L'église Notre-Dame et son perron circulaire en granite.
- La gare de Berjou.
- Le monument aux morts des deux guerres mondiales et les plaques commémoratives à la 43e Wessex Division et au Sherwood Rangers Yeomanry.
- Le musée de la Libération, situé sur les hauteurs de Berjou, retrace les combats de la bataille du Noireau des 15,16 et 17 août 1944, en s’appuyant sur de nombreux objets retrouvés sur place et les éclairages d’un guide. Avant-dernier point de la résistance allemande avec la fermeture de la poche de Falaise, la libération de Berjou fut un épisode sanglant en raison des défenses désespérées des troupes allemandes en position autour de la commune. Le musée rend hommage aux soldats britanniques de la 43e division d’infanterie « Wessex » et de la brigade du Sherwood Rangers Yeomanry qui s’y illustrèrent.

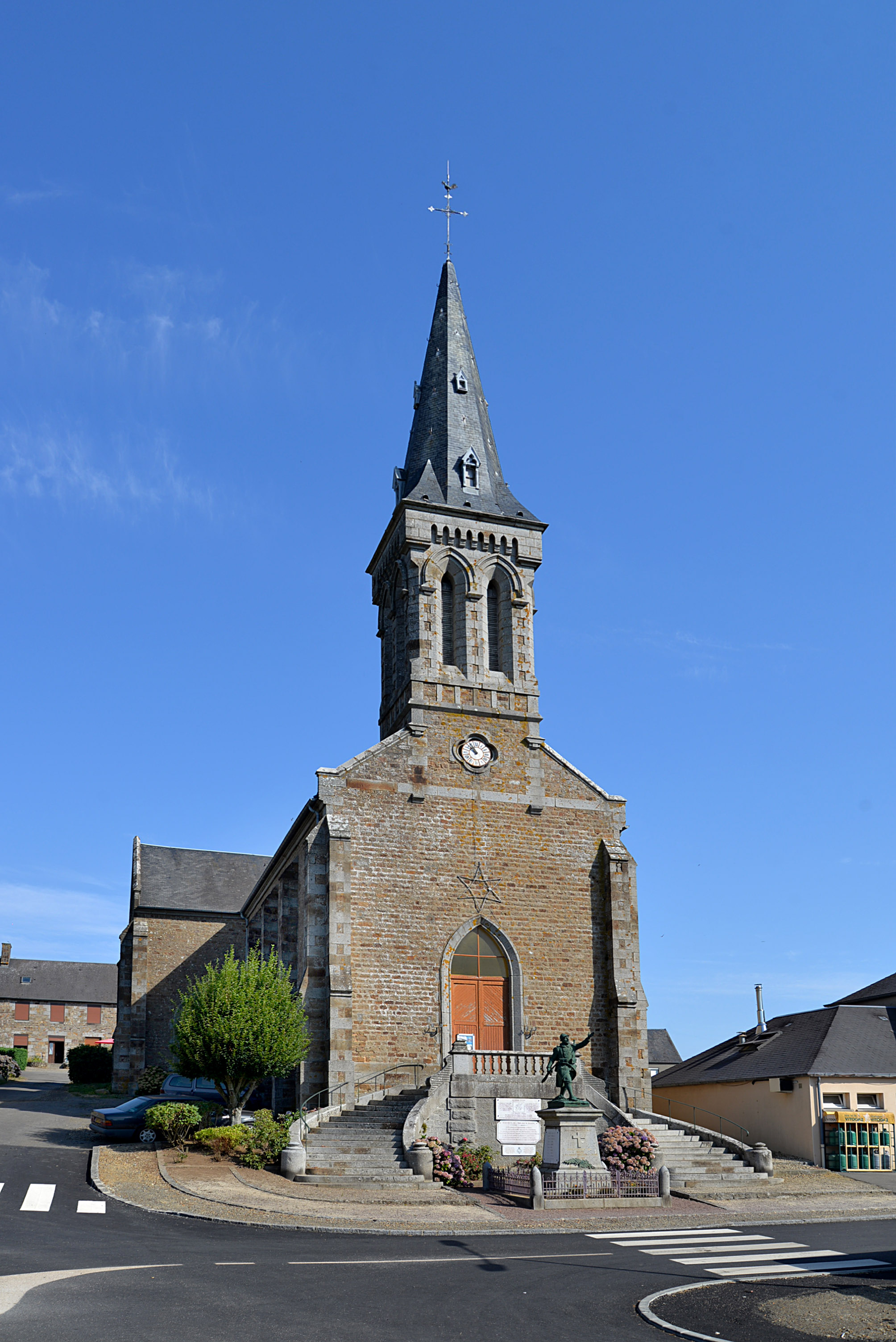
L’église Notre-Dame.
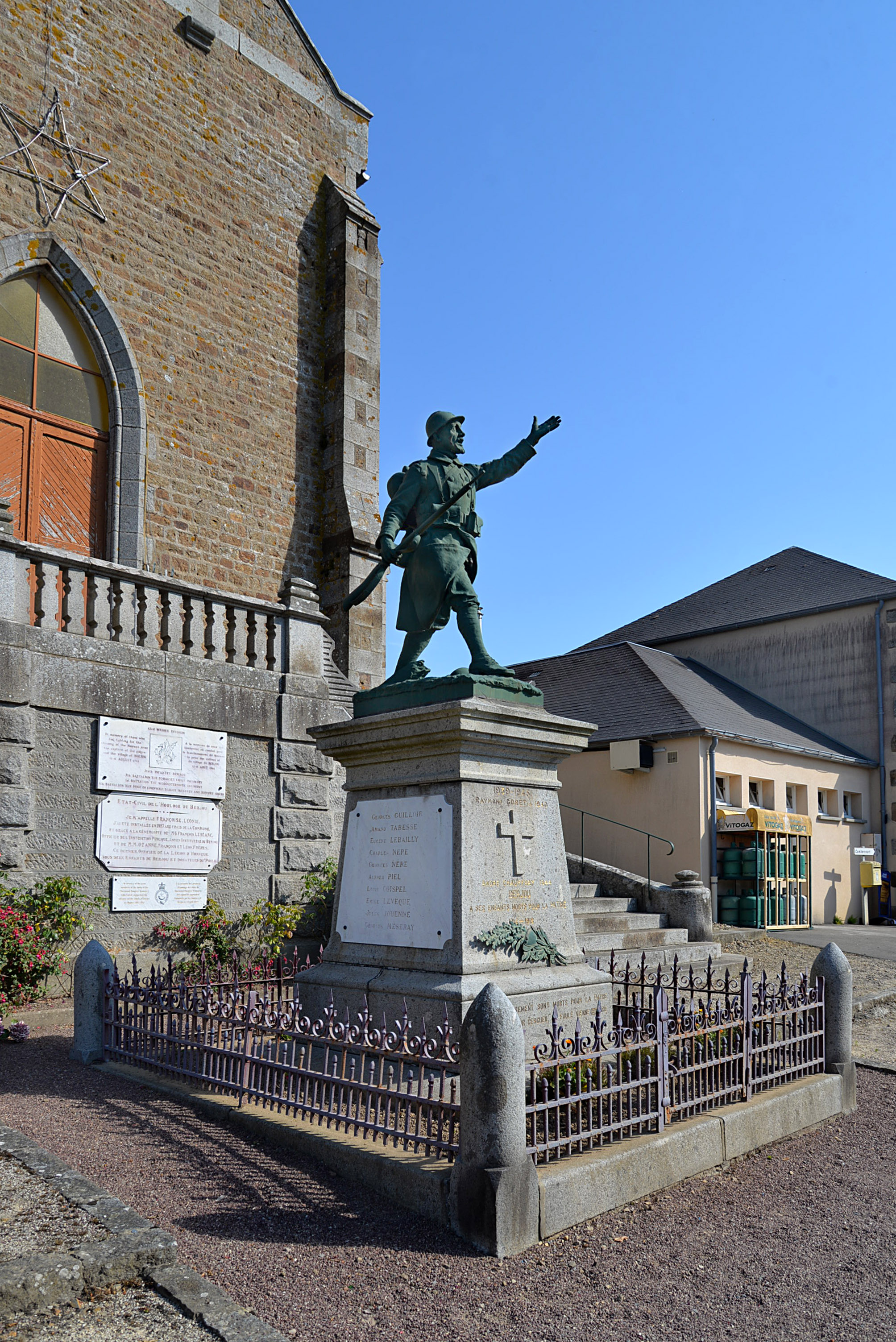
Le monument aux morts.
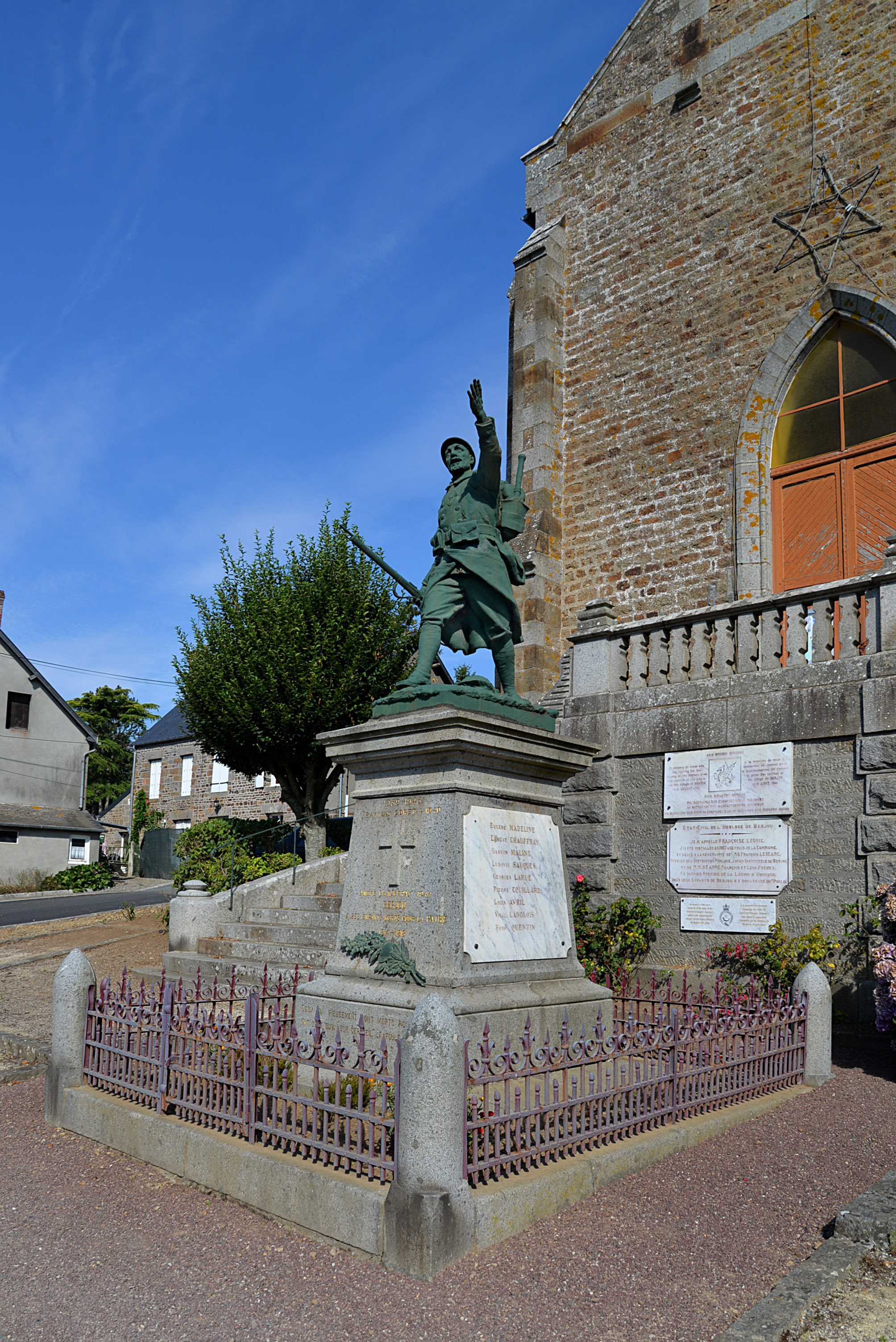
Le monument aux morts.
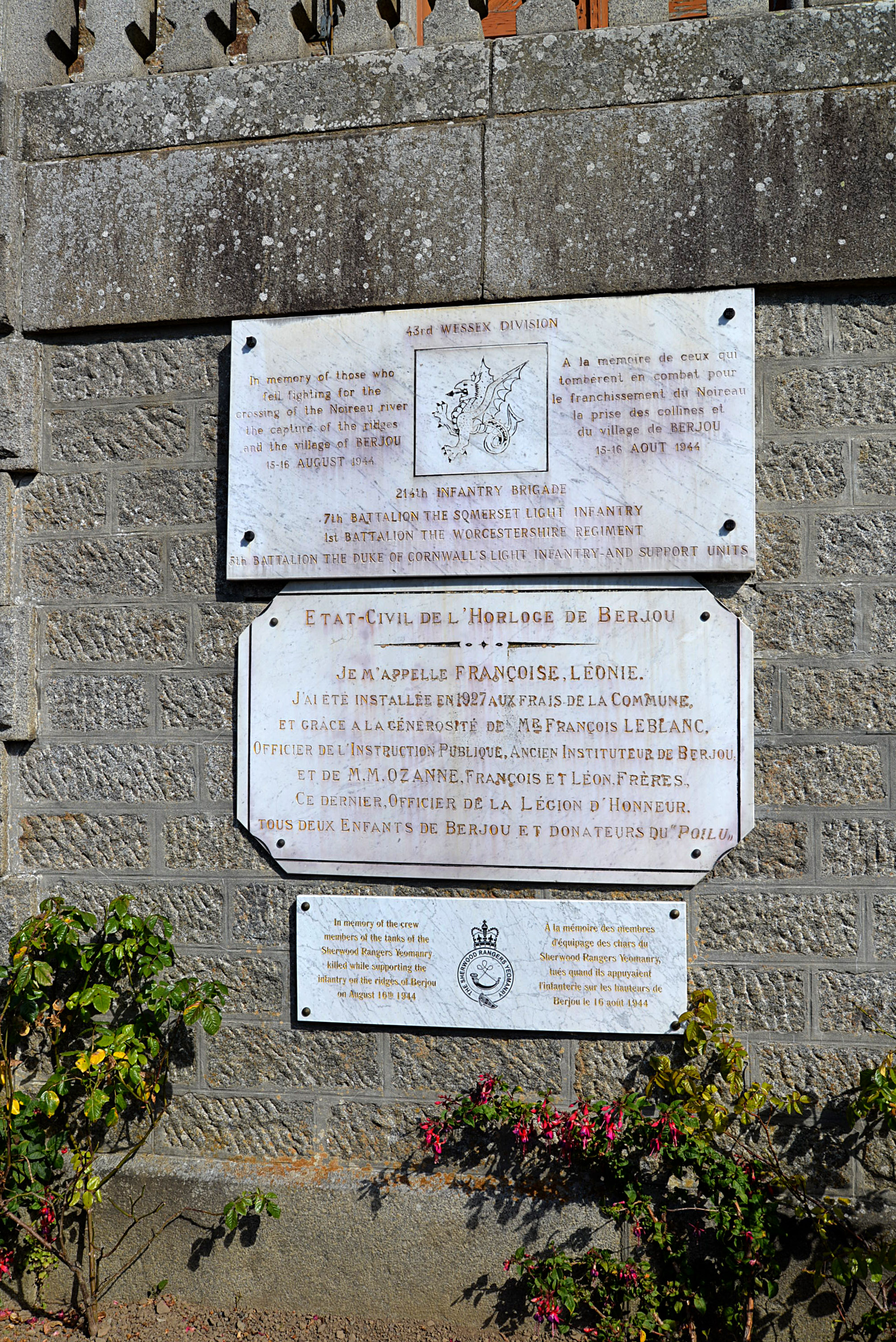
Les plaques commémoratives.

### Personnalités liées à la commune
- Georges Le Febvre (1862-1911) : peintre postimpressionniste né à Berjou.
- Roland et Jeanne Ricordeau, instituteurs à Berjou, résistants, qui ont reçu le titre de Justes parmi les nations pour avoir sauvé des enfants juifs pendant la Seconde Guerre mondiale. L'école communale porte leur nom.

## Héraldique
| Blason de Berjou | Blason  | D'or à la jumelle en bande ondée d'azur, accompagnée en chef de deux feuilles de houx de sinople posées en chevron renversé et fruitées de deux pièces de gueules; au franc-quartier de gueules chargé de deux léopards d'or, armés et lampassés d'azur, l'un au-dessus de l'autre. |
| Blason de Berjou | Détails | Les deux léopards d'or sur champ de gueules rappellent les armes de la Normandie. |